# Giacomo Tropea
Giacomo Tropea (Nàpols, segona meitat del segle XVI) fou un compositor italià.
Tropea és considerat un dels madrigalistes més influenciats per Carlo Gesualdo, juntament amb Francesco Genuino, Crescenzio Salzilli, Agostino Agresta, Giuseppe Palazzotto Tagliavia, Antonio de Metrio.
Publicà les obres següents:
- Madrigali a quattro voci, (Nàpols, 1592);
- Madrigali a cinque voci, (Nàpols, 1621);
- Madrigali a quattro voci, (Nàpols, 1622).